# 穆西 (未确认生物)
穆西（英文：Mussie）是指出没于加拿大安大略省麝鼠湖的神秘动物。它通常被描述为类似海象或三只眼睛的尼斯湖水怪样貌的生物。穆西的历史可以追溯至1916年左右，而一个未经证实的传闻称早在17世纪初被誉为“新法兰西之父”的法国地理学家萨缪尔·德·尚普兰就已经记录了穆西。尽管多次尝试寻找或捕获穆西的行动皆以失败告终，但它已成为当地文化的一部分，并且是旅游业的特色。

## 特点

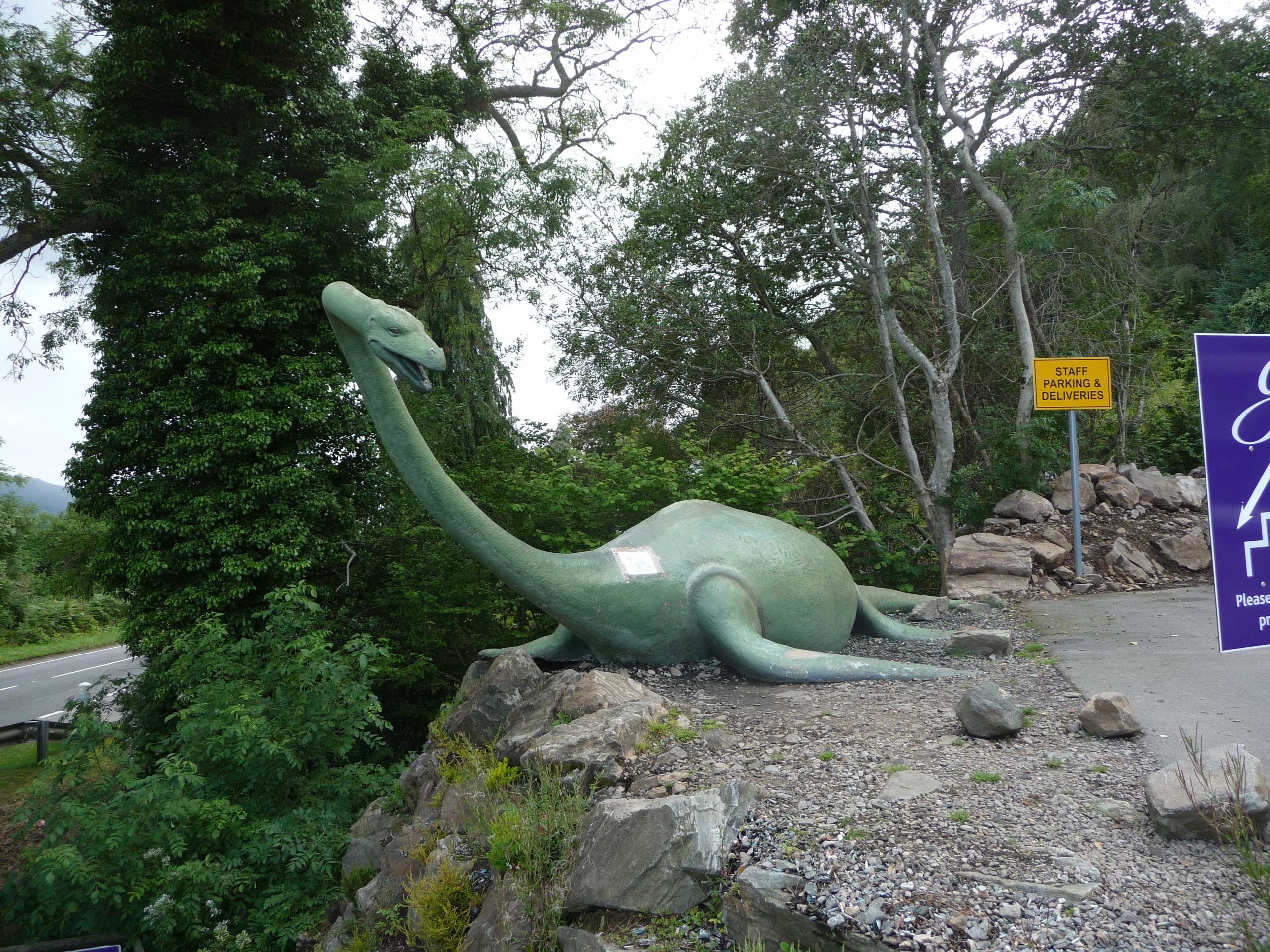
与穆西进行比较的尼斯湖水怪，这里使用的是知名蛇颈龙形象。

Mussie这个名字来自其出没地区的名称简化：Muskrat Lake（麝鼠湖），这是一个位于加拿大安大略省伦弗鲁县白水地区的湖泊。地质学上该湖泊形成于约1万年前左右，由最后一次冰河时期的冰川活动形成。在约6000年前，位于现今加拿大魁北克省、安大略省与美国纽约州及佛蒙特州部分地区的尚普兰海消失，之后麝鼠湖与其它一些湖泊及河流将其取代。麝鼠湖同时还是另一超常现象的发生地：当地传说一位加拿大原子能有限公司的员工曾目击一架幽浮降落在湖边小山，而该山顶确实存在一个深色圆形轮廓，植被不会在此生长，目前关于此现象尚无普遍接受的解释。
关于穆西的年龄、性别及是否为单一个体是没有定论的。当地的一个说法称，穆西在约一万年前抵达现今的麝鼠湖地区，之后由于冰川活动建立了陆地而被困住。据自称观察者的Donnie Humphries表示，穆西的食谱包括生长在湖边的香蒲。穆西的外貌描述并不固定，在当地传说中，它被描述为一只海象，一只鲟或其它鱼类，亦或是一只有着三只眼睛与尖锐牙齿的尼斯湖水怪。当地历史学家James F. Robison较常引用的穆西描述如下：
|  | It is described as having three eyes, three ears, one big fin halfway down its back, two legs, [and] one big tooth in front, is silvery-green in colour, and stretches for twenty-four feet. |

## 历史

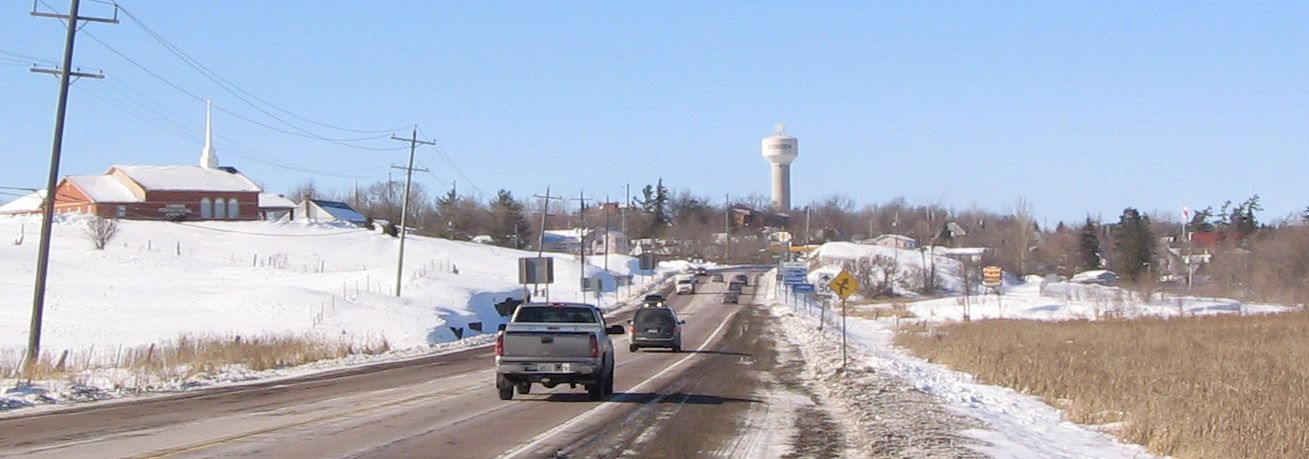
安大略省科布登的冬天。

自1916年以来，麝鼠湖的湖怪传闻便一直是当地轶事的主题。穆西最初的名称是Hapyxelor，之后被修改为Hapaxelor，最终使用Mussie这个更为简单的名称，意为麝鼠湖怪兽（Monster of Muskrat Lake）的缩写。一些当地居民认为，穆西的历史比现有的记载更为古老，传说早期定居者萨缪尔·德·尚普兰曾在17世纪初记录了湖怪的存在。然而，并没有相应的著作证明这一说法，尽管尚普兰曾记录过关于纽芬兰大浅滩海怪的信息。
在1976年6月7日晚，发生了一起著名的目击，目击者艾伦·奇尔德斯·霍尔瑟（Allen Childerhorse）与约翰·霍德（John Hoard）看见一只巨大的动物在湖中游动，他们立刻将此事告知其它人。当日晚些时，斯塔克先生与妻子看见两个“驼峰”在湖中移动之后消失在水中。除此外还有一位著名的目击者Donnie Humphries，他是一位狂热的穆西支持者，宣称多次目击穆西，并让许多当地人也相信穆西的存在。
1988年，作家迈克尔·布拉德利（Michael Bradley）与Deanna Theilmann-Beann曾驾驶一艘带有声纳装置的船寻找穆西。在10月5日，声纳记录两只长6-8英尺（1.8-2.4米）、位于24英尺（7.3米）深处水域、运动方式类似海洋哺乳动物的生物，布拉德利认为这是一种淡水侏儒海象。布拉德利之后收集了1968年-1988年的目击报告，目击者描绘的穆西是一种长2-4码（1.8-3.7米），圆头、皮肤呈银绿色或暗红色，并且没有任何目击者提及长颈，布拉德利据此判断穆西与尼西没有任何关联。最终布拉德利将资料汇整为一本书，并提出穆西是海豹的理论。科学家们也同样对麝鼠湖地区进行调查，但他们未能发现任何东西。

## 文化
穆西已经成为科布登的文化吉祥物，出现在欢迎游客前往科布登的指示牌上。同时穆西还被赋予季节性的配饰，比如耶诞节的耶诞帽子。而在白水地区的旅游手册中亦有收录穆西。在20世纪90年代，穆西成为了科布登/渥太华河谷的旅游营销活动焦点，为了扩大活动影响，有人提议奖励捕获穆西的人100万加拿大元（另一说为美元）奖励，但计划从未被实施。尽管每年都有许多游客在麝鼠湖地区寻找穆西，但从未有人发现它存在的证据。